# Parque Ecológico do Caranguejo-Uçá
O Parque Ecológico do Caranguejo-Uçá é uma Área de Relevante Interesse Ecológico (ARIE) localizada no distrito de Barra de Camaratuba do município de Mataraca, Paraíba.

## Características
O parque foi criado com o principal intuito de proteger os remanescentes de manguezais da região, assim como o caranguejo-uçá, ameaçado pela pesca predatória na região.
Apresenta uma área de 178 hectares coberta de manguezal, que é um ecossistema de transição entre o ambiente marinho e o fluvial do bioma da Mata Atlântica. A Paraíba ainda possui 92 km² de manguezais, os quais são considerados áreas de preservação permanente pela legislação federal.
No entanto, não há fiscalização das atividades que são realizadas neles (ou próximo a eles).